# Cremastus kratochvili
Cremastus kratochvili är en stekelart som beskrevs av Sedivy 1970. Cremastus kratochvili ingår i släktet Cremastus och familjen brokparasitsteklar. Inga underarter finns listade i Catalogue of Life.